# Turbany
Turbany (Turbinidae) – rodzina ślimaków morskich z rzędu Trochida.

## Morfologia
Powierzchnia zewnętrzna muszli może być gładka, często bardzo kolorowa, albo urozmaicona spiralnie biegnącymi powrózkami, kolcami lub guzkami. Ostatni skręt charakteryzuje się nieproporcjonalnie większym rozdęciem niż skręty skrętki, dzięki czemu muszla przybiera wygląd trąbki. Ujście jest okrągłe lub eliptyczne, a jego wnętrze wyłożone warstwą perłową. Wrzeciono gładkie. U niektórych występuje dołek osiowy. Bardzo charakterystycznie wygląda wieczko: jest zwykle masywne, wapienne, kształtu okrągłego lub owalnego, niekiedy bardzo kolorowe i rzeźbione. Przód wieczka zazwyczaj wypukły, a na płaskim tyle widać spiralną strukturę budowy. Budowa wieczek jest jedną z ważniejszych cech pomagającą na pierwszy rzut oka odróżnić rodzinę turbanów od skrępów (Trochidae).
Ślimaki mają charakterystyczną wielką nogę, często prosto ściętą z przodu. Po obu jej bokach, w części grzbietowo-bocznej biegnie podłużny fałd zwany epipodium, od którego odchodzą długie czułki. Para długich czułków osadzona jest również na dobrze rozwiniętej głowie, dwa oczka znajdują się u ich podstawy.

## Ekologia
Ślimaki te żywią się różnymi roślinami, najczęściej algami. Są rozdzielnopłciowe. Samice składają jaja wprost do wody. Z jaj wykluwają się wolno pływające larwy. Turbany zamieszkują płycizny morskie, pod rafami koralowymi lub porośnięte roślinnością łąki morskie.

## Podział systematyczny
Do rodziny Turbinidae należą dwie podrodziny z następującymi rodzajami:
- Prisogasterinae Hickman & J.H. McLean, 1990
  - Prisogaster Mörch, 1850
- Turbininae Rafinesque, 1815
  - Anadema H. Adams & A. Adams, 1854
  - Astraea Röding, 1798
  - Astralium Link, 1807
  - Bellastraea Iredale, 1924
  - Bolma Risso, 1826
  - Coelobolma Cossmann, 1918 †
  - Cookia Lesson, 1832
  - Guildfordia Gray, 1850
  - Heteroninella Magne, 1940 †
  - Lithopoma J.E. Gray, 1850
  - Lunella Röding, 1798
  - Megastraea J.H. McLean, 1970
  - Modelia Gray, 1850
  - Olearia Herrmannsen, 1847
  - Pomaulax Gray, 1850
  - Sarmaturbo A.W.B. Powell, 1938 †
  - Turbo Linnaeus, 1758
  - Uvanilla J.E. Gray, 1850

oraz rodzaje nieprzypisane jak dotąd do żadnej podrodziny:
- - Flacilla Koken, 1896 †
  - Kaurnella Ludbrook, 1941
  - Nummogaultina Kollmann, 2005 †
  - Pseudophasianus Cossmann, 1918 †
  - Tectariopsis Cossmann, 1888 †
  - Tropidomarga A.W.B. Powell, 1951

## Galeria

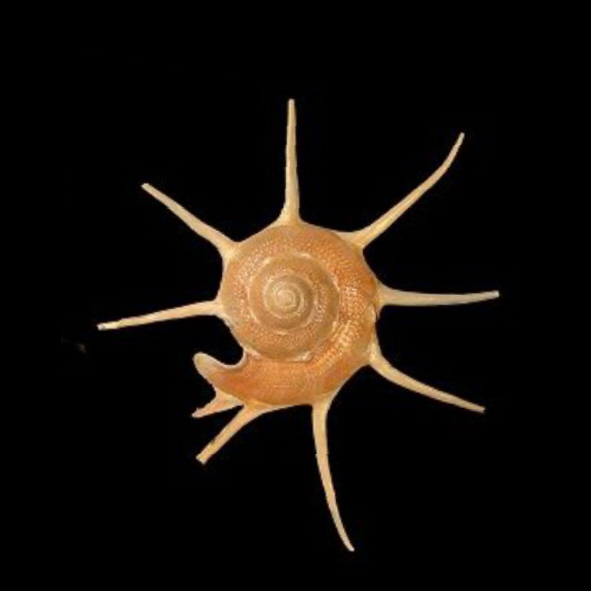
Japoński członek rodziny – Guildfordia yoka
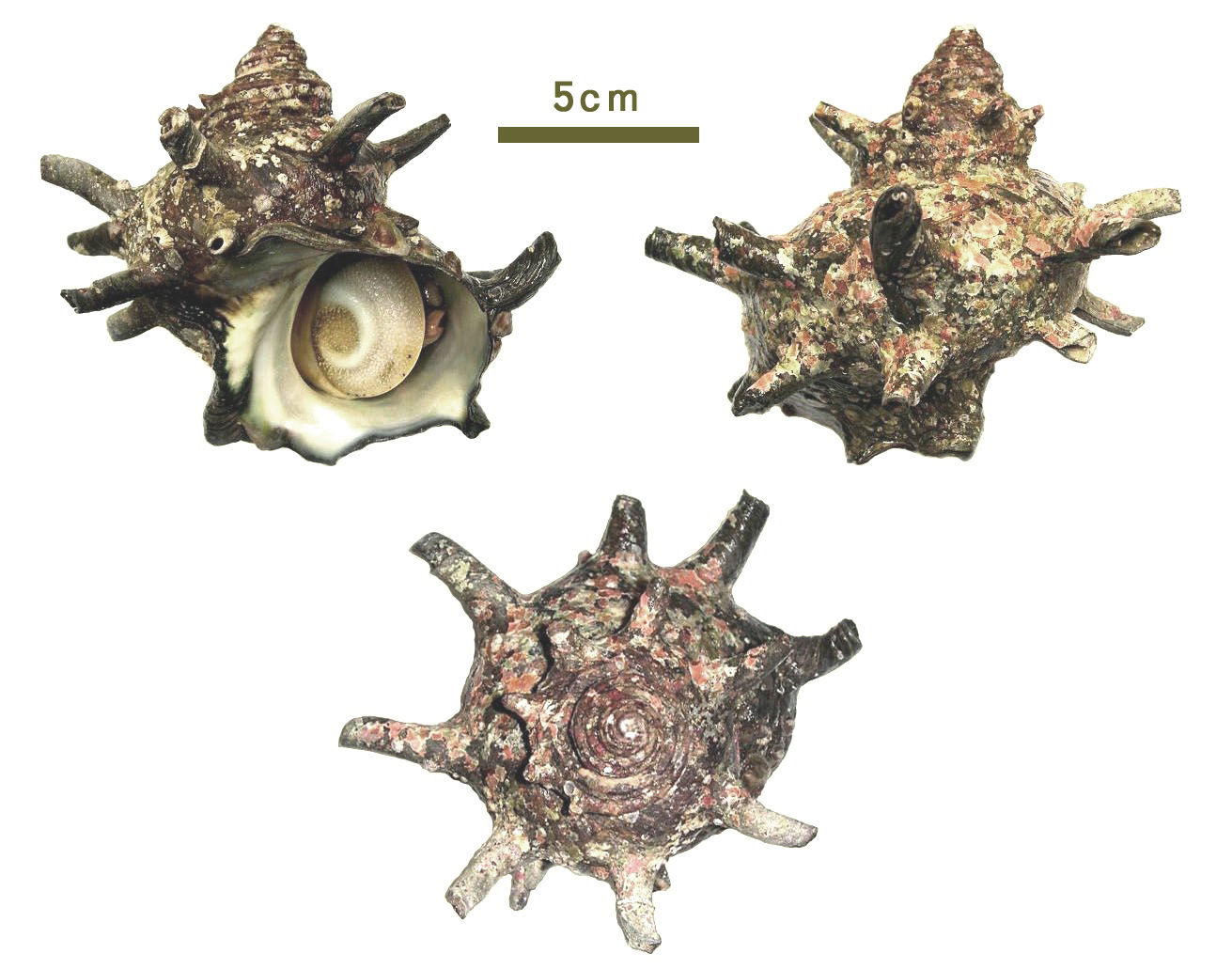
Ślimak Turbo cornutus
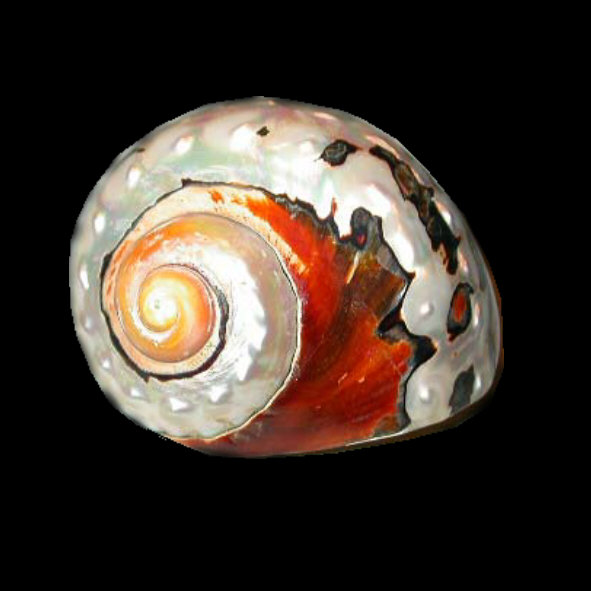
Muszla ślimaka Turbo sarmaticus – muszlę tę poleruje się, by uzyskać piękny perłowy kolor